# Esprit d'examen
Avoir l'esprit d'examen c'est être capable de mettre une hypothèse en doute pour voir si elle est vraie ou fausse.
Il y a aussi un très grand lien avec la démarche scientifique. En effet, l'esprit d'examen ressemble beaucoup au protocole scientifique en science, où on invente des situations d'expérience qui permettent de tester la validité de l'hypothèse : On teste une hypothèse pour voir si elle s'avère être réelle. 
On entend parler d'esprit d'examen lors du siècle des Lumières. En effet, les philosophes des Lumières ont une passion, une envie de savoir toujours plus dans le domaine de la science; ils défendent alors la démarche scientifique.